# Belmonte kommun, Bahia
Belmonte är en kommun i Brasilien.   Den ligger i delstaten Bahia, i den östra delen av landet, 900 km öster om huvudstaden Brasília. Antalet invånare är 21 838.
Följande samhällen finns i Belmonte:
- Belmonte

I omgivningarna runt Belmonte växer i huvudsak städsegrön lövskog. Runt Belmonte är det mycket glesbefolkat, med 3 invånare per kvadratkilometer.